# 沈鴻英
沈 鴻英（しん こうえい）は清末民初の軍人。桂軍（広西軍、広西派）の指導者の1人で、陸栄廷を中心とする「旧広西派」と呼ばれる集団の一員。後年は陸栄廷らを相手に広西省の統治権を巡って激しく争った。旧名は亜栄。字は冠南。祖籍は広東省恩平県。

## 事跡

### 旧広西系での台頭
貧困の家庭に生まれ、匪賊として活動し、次第にその頭目として台頭した。1911年（宣統3年）の辛亥革命後に、沈鴻英は革命派の招聘に応じて管帯となる。そして革命派の軍人劉震寰に属した。
1912年（民国元年）、督帯に昇進した。1913年（民国2年）、二次革命（第二革命）が勃発すると、沈は革命派に与した上司の劉震寰を追放している。これにより、広西督軍陸栄廷から賞賛され、幇統に昇進した。さらに、陸栄廷に対する反乱軍を鎮圧したことで、統領に昇進している。
1916年（民国5年）3月、陸栄廷が護国戦争（第三革命）で反袁独立を宣言し、広東将軍（督軍）の竜済光を攻撃する。沈鴻英も陸に随従し、欽廉鎮守使に任命された。1917年（民国6年）12月、竜が再び広東に上陸してくると、陸栄廷が組織した討竜4個軍のうち、沈は第3軍総司令に任命され、竜を撃退した。
その後、沈は広東護国軍第3軍総司令兼瓊崖鎮守使に任命された。1919年（民国8年）冬には、北江に駐屯し、南韶鎮守使兼粤贛湘辺防督弁に任命された。

### 孫文の下での活動
1920年（民国9年）、孫文・陳炯明が広東へ進攻してくると、陸栄廷・沈鴻英らは敗北し、広西に退却した。沈は広西辺防軍第3路軍総司令として、3個師を率いて賀県・平楽一帯に駐屯した。その後、陸は再び広東への進攻を企図したが、1921年（民国10年）6月、孫文の指示により陳炯明が広西へ逆進攻してくる（「援桂」）。
この時、劉震寰が陸栄廷側から離反する。形勢不利を悟った沈鴻英も、ついに陸に下野を迫る電報を打ち、陳炯明に寝返ろうと救桂軍総司令を自称した。ところが、陳はこれを信用せず、そのまま沈への攻撃を続ける。劣勢になった沈は趙恒惕を頼って湖南省に逃げ込んだ。
その後、北京政府の呉佩孚から支援を受け、沈は北洋陸軍第17師師長に任命された。1922年（民国11年）7月、広西省の広東軍が広東へ戻ったところ、沈は呉の命令により広東を攻撃したが、これは失敗する。しかし、11月に沈は広西省に戻り、桂林・柳州・梧州一帯を占領して、広西省の有力軍人としての地位を取り戻した。
この年の6月には、陳炯明が孫文に対して攻撃をしかけ、両者は決裂していた。孫文は、桂軍の劉震寰・沈鴻英、滇軍の楊希閔・范石生を味方に取り込み、沈は桂軍総司令に任命された。12月、この4軍人により組織された討賊軍が広州の陳に攻撃を開始する。1923年（民国12年）1月には、広州から陳を駆逐した。これにより、2月に孫は広州で大元帥府を再建した。

### 広西争奪戦
しかし、まもなく沈鴻英は呉佩孚と連絡を取るようになる。3月、北京政府から督理広東軍務善後事宜として任命された。4月には沈はこれを拝受し、広州の孫文を攻撃する。しかし、孫文・劉震寰・楊希閔の軍に反撃され、結局は広西へ敗走した。この後、広西省では、沈軍、陸栄廷軍、そして李宗仁ら新広西派（新桂系）軍との三つ巴の抗争が開始される。
沈鴻英は、3勢力中最強の陸栄廷に対抗するため、新広西派と事実上の連合を形成した。1924年（民国13年）4月、桂林に進軍してきた陸を沈は包囲・攻撃した。この間の6月に、新広西派は手薄となった南寧を攻略して、陸をさらに追い込んでいる。8月、陸が全州に撤退したため、沈は桂林を占領した。さらに9月、沈は全州を攻略して陸を広西から駆逐し、翌月の下野に追い込むことに成功した。
しかし、翌年に開始された新広西派との戦いでは、沈鴻英は次第に不利に追い込まれていく。ついに同年4月に桂林を失陥し、ほどなくして広西省から駆逐されてしまった。沈は香港へ身一つで逃れ、以後、軍政に復帰しようと目論むことは無かった。
1938年（民国27年）、香港で病没。享年68。

## 注
1. ↑  黄秀頴「沈鴻英」『民国人物伝 第7巻』、254頁は、陸栄廷の下野を1924年（民国13年）9月23日、全州において、としている。しかし陸の下野時期についての有力説は、10月9日、湖南省永州において、である（莫済杰・陳福林主編 『新桂系史第1巻』、59-74頁；黄宗炎「陸栄廷」謝本書主編『西南十軍閥』、76頁）。これは、『申報』1924年10月23日記事、黄紹竑の回顧録『五十回憶』等の裏づけがある。